# Introducing Dionne Bromfield
Introducing Dionne Bromfield é o álbum de estreia da cantora Dionne Bromfield lançado pelo selo Lioness Records. O álbum é composto por 12 regravações de clássicos do Soul.

## Faixas
1. “Tell Him”
2. “Mama Said”
3. “Foolish Little Girl”
4. “My Boy Lollipop”
5. “Beechwood 4-5789″
6. “Two Can Have A Party”
7. "He’s So Fine"
8. “With A Child’s Heart”
9. “Until You Come Back To Me”
10. “Ain’t No Mountain High Enough”
11. “Am I The Same Girl”
12. “Oh Henry”